# Кантал (сплав)
Вижте пояснителната страница за други значения на Кантал.
Кантал (на английски: Kanthal) е търговска марка за сплави, състоящи се предимно от желязо (Fe), хром (Cr) ~12 – 27 % и алуминий (Al) ~3,5 – 5,5 %. Също така, може да съдържат в малки количества силиций (Si) ~1 % и манган (Mn) ~0,7 %.
Сплавите се характеризират с високо електрическо съпротивление (1,2 – 1,3 Ω mm²/m), плътност ~7100 – 7300 kg/m³ и температура на топене около 1450 – 1500 °С. Максимална работна температура е около 1400 °С (за кантал тип А1).
Сплавта кантал е разработена от Ханс фон Кантсов (Hans von Kantzow) в Халстахамар (Hallstahammar), Швеция. Името ѝ, Kanthal, е съставено от Kantzow и Hallstahammar.

## Употреба
Основно се използва при направата на електрически нагреватели в широк диапазон, пусково-спирачни резистори и др. В нагревателите сплавта от Fe-Cr-Al образува защитен слой от алуминиев оксид (Al2O3), който е електрически изолатор, но има относително висока топлопроводимост.
Понастоящем запазената марка се държи от шведската компания Sandvik.